# Elkanah Billings
Pour les articles homonymes, voir Billings.
Elkanah Billings (5 mai 1820 - 14 juin 1876) est un paléontologue, avocat et journaliste canadien. Billings est né dans une ferme, désormais connue sous le nom de domaine Billings, près de la rivière Rideau à l'extérieur de Bytown (maintenant Ottawa) au Canada.
D'abord d'étudiant en droit, et nommé au barreau du Haut-Canada en 1844, Billings s'oriente ensuite peu à peu vers la géologie, sa passion. Il exerce dans les métiers du droit et du journalisme jusqu'en 1856, année où il fonde la revue The Canadian Naturalist and Geologist et où il est nommé par William Edmond Logan, directeur de la Commission géologique du Canada, premier paléontologue de cette commission. Durant sa carrière scientifique, d'une durée d'environ 20 ans, il identifie de nombreux nouveaux genres et espèces fossiles, dont Aspidella, le premier organisme documenté de la faune de l'Édiacarien.